# 이네타 라데비차
이네타 라데비차(라트비아어: Ineta Radēviča, 1981년 7월 13일 ~ )는 라트비아의 전직 육상 선수로 멀리뛰기와 세단뛰기에서 활약했다.
그녀는 2004년 하계 올림픽때 세단뛰기에서 13위를 했고 멀리뛰기에서 20위를 했다. 라데비차는 2004년 하계 올림픽 이전에 플레이보이 잡지를 위한 누드 포즈를 취한후 인기를 얻었다. 2008년 하계 올림픽이 열릴 당시에, 그녀는 임신중이었고 그 대회를 놓쳤다.
그녀는 2010년 유럽 선수권 대회 멀리뛰기 종목에서 6.92m의 라트비아 신기록과 함께 우승했다. 그녀는 2011년 대구 세계 선수권 대회 6.76m의 결과로 동메달을 획득했다.
라데비차는 예브게니 테르-오바네소프의 지도를 받았다.
그녀는 러시아의 아이스하키 선수 페트르 스차스틀리비와 결혼했다.